# Hyloscirtus denticulentus
Hyloscirtus denticulentus är en groddjursart som först beskrevs av William Edward Duellman 1972.  Hyloscirtus denticulentus ingår i släktet Hyloscirtus och familjen lövgrodor. IUCN kategoriserar arten globalt som starkt hotad. Inga underarter finns listade i Catalogue of Life.